# Microselia daccordii
Microselia daccordii är en tvåvingeart som beskrevs av Gori 1999. Microselia daccordii ingår i släktet Microselia och familjen puckelflugor.
Artens utbredningsområde är Italien. Inga underarter finns listade i Catalogue of Life.